# Спартаков устанак
Спартаков устанак, Гладијаторски устанак или Трећи устанак робова био је устанак робова који се десио између 74. и 71. године п. н. е. и последњи у низу неуспелих и међусобно неповезаних устанака које су дизали робови против Римске републике, познат под заједничким именом Устанци робова. Спартаков устанак је био једини устанак који је директно претио Италији и који је забринуо Римљане зато што су устаници у почетку имали доста успеха у борбама с римском војском. Устанак је на крају угушен захваљујући успесима, Марка Лицинија Краса, али су се последице овог устанка осећале у римској политици.
Између 74. и 71. године п. н. е., група одбеглих робова — првобитно група од неких 70 одбеглих гладијатора која је ускоро прерасла у групу од више од 120.000 људи, жена и деце — лутала је Италијом и пљачкала и пустошила све пред собом. Група је имала неколико вођа, међу којима је био и гладијатор Спартак. За борбу способни мушкарци ове групе, били су невероватно ефектна војска која је низала успех за успехом у сукобима са римском војском. Плутарх је описао њихове акције као покушај римских робова да побегну од својих господара кроз Цисалпску Галију, док су Апијан и Флор окарактерисали устанак као грађански рат у коме су робови имали за крајњи циљ да заузму и сам Рим.
Римски сенат је био узнемирен вестима о непрестаним војним успесима ове групе, као и о њиховим нападима на римске градове и села, што га је навело на одлуку да пошаље осам легија под строгим али ефикасним вођством Марка Лицинија Краса. Рат се завршио 71. године п. н. е. након дугих и огорчених борби када су робови, повлачећи се пред Красовим легијама, схватили да су легије Помпеја и Марка Теренција Варона Лукула кренуле да им зађу с леђа и да им поставе замку, те су се бацили у последњи и одлучујући напад на Красове легије, и том приликом претрпели су потпун пораз и били сасвим уништени.
Спартаков устанак је оставио извесног трага, углавном због ефекта који је имао на успон двојице војсковођа, Помпеја и Краса. Њих двојица су искористили успех у гушењу овог устанка како би утврдили своје политичке каријере. Након успеха у рату против Спартака, Помпеј и Крас су изабрани за конзуле за 70. годину п. н. е.

## Ропство у Римској републици
Током историје старог Рима, постојање јевтине радне снаге — робова — у већој или мањој мери био је веома битан фактор за развој његове економије. Робови су се набављали на различите начине, укључујући куповину од страних трговаца као и претварање страног становништва у робове на освојеним територијама. С обзиром на велико учешће Рима у освајачким ратовима у току 1. и 2. века п. н. е., десетине, ако не и стотине хиљада робова било је довођено у Рим из разних европских и медитеранских земаља. Веома ограничен број робова радио је као послуга, занатлије или лични помоћници, док је огроман број њих радио у рудницима или у пољима Сицилије и јужне Италије.
Робови су у Римској републици били третирани углавном веома грубо и сурово. Пред законом Републике, роб се није сматрао особом, већ својином. Власници су могли да злоупотребљавају, повређују чак и убију своје робове без икаквих правних последица. Постојало је веома много типова робова, а најнижи и најбројнији, они који су радили у пољима и у рудницима били су подвргавани исцрпљујућем физичком раду током целог свог живота.
Превелика суровост и угњетавање робова доводило је до побуна и устанака. Године 135. п. н. е. избио је Први устанак робова, а 104. п. н. е., избио је Други устанак робова. Оба су избила на Сицилији, где су мале групе побуњеника успеле да окупе десетине хиљада следбеника који су желели да се спасу репресивног живота римског роба. Иако су оба ова устанка сматрана озбиљним друштвеним поремећајима у којима је сенат морао да употреби директну војну интервенцију која је трајала више година, никада се нису сматрала озбиљном претњом Републици. У Италији никада није било устанака робова, нити су робови икада били сматрани потенцијалном претњом граду Риму. Ово се све променило по избијању Трећег устанка робова — Спартаковог устанка.

## Почетак устанка

### Капуански устанак
У Римској републици у првом веку пре нове ере гладијаторске борбе су биле веома популаран начин забаве. Неколико школа за гладијаторе (шп. ludi) било је основано широм Италије како би се обучили гладијатори за такмичења. У тим школама подучавали су се борби у арени криминалци, ратни заробљеници (који су се сматрали робовима), и слободни људи који су одлучили да борбама у арени зарађују за живот. Године 73. п. н. е., група од око 200 гладијатора у школи Лентула Батијата у граду Капуа планирала је бекство. Кад је њихов план откривен, њих око 70 дограбило је кухињске алатке, прокрчило себи пут ка слободи и докопало се гладијаторског оружја и оклопа.
Кад су се нашли на слободи, одбегли гладијатори су изабрали себи вође — два галска роба, Крикса и Оиномаја — као и Спартака, за кога се верује да је био пореклом Трачанин и да је прво био војник у римским легијама, а да је потом био осуђен на ропство. Други извори пак тврде да је био заробљеник кога су ухватиле римске легије. Такође се доводи у питање и Спартаково порекло. Наиме, он се борио као Трекс, тако да је његов надимак „Трачанин“ могао лако да се односи и само на врсту гладијаторске борбе коју је упражњавао у арени.
Ови одбегли робови су лако однели победу над малом групом римских војника (послатих из Капуе у потеру за њима) и наоружали се војним и гладијаторским оружјем. Извори су донекле контрадикторни што се тиче редоследа догађаја непосредно након бега, али сви се слажу да је ова група одбеглих гладијатора пљачкала околину Капуе, регрутовала многе друге робове и да се на крају повукла на сигурније положаје на Везуву.

### Пораз преторске војске
Како је устанак букнуо у Кампанији, региону који је служио као летовалиште богатим и утицајним Римљанима где су се налазили њихови велики поседи, римске власти су веома брзо сазнале шта се дешава. С почетка, устанак је био схваћен као талас криминала и не као оружани устанак.
Међутим, нешто касније исте године, Рим је послао војску под преторском командом како би угушила устанак. Римски претор, Гај Клаудије Глабер, сакупио је војску од 3.000 људи који нису били легионари него милиција,„ ... покупио их је на брзину и насумице, јер Римљани ово још увек нису сматрали ратом већ нападом, нешто налик на препад или пљачку.“ Глаберове снаге су опколиле робове на Везуву и блокирале једини познати пут који је водио низ планину. Глабер је онда мислио да само треба да сачека да глад натера робове на предају.
Спартакове снаге, иако без војне обуке, показале су велику домишљатост у употреби локалних материјала и лукавих неконвенционалних тактика у сукобу са дисциплинованим римским војницима. Као одговор на Глаберову опсаду, Спартакови људи су направили конопце и мердевине од винове лозе и другог растиња које су нашли у околини и искористили их да се спусте низ литице које су се налазиле с друге стране планине, супротне од оне где су се налазили Глаберови војници. Спустили су се низ Везув, заобишли га и зашли с леђа Глаберовим снагама, напали их и потпуно уништили.
Убрзо је послата друга експедиција против Спартакових устаника, под командом претора Публија Варинија. Вариније је поделио своје снаге на два дела и ставио их под команду своја два подређена команданта: Фурија и Косинија. Плутарх каже да је Фурије имао под својом командом неких 2.000 људи, међутим, нису познате преостале снаге, нити да ли је експедиција била састављена од милиције или легионара. Робови су и ову експедицију потукли до ногу: Косиније је погинуо, Вариније је за длаку успео да побегне а оружје и опрема пали су у руке побуњеницима. Након ових победа, све више робова је хрлило у редове Спартакове војске, као што су то „урадили и многи сточари и пастири у региону“, чиме се број побуњеника попео на око 70.000. Побуњени робови провели су зиму 73—72. године п. н. е. у снабдевању својих нових регрута оружјем и проширивању територије на којој су деловали (Нола, Нуцерија, Туриј и Метапонт).
Победе робова међутим, такође су имале своју цену. У току борби, нестао је један од вођа — Оиномај — вероватно у борби, и више се не спомиње у историјским записима.

## Мотивација и вођство одбеглих робова
До краја 73. године п. н. е., Спартак и Крикс су командовали великом групом наоружаних људи који су доказали да су способни да се супротставе римској војсци. Међутим, данас је прилично тешко утврдити које су им биле даље намере. У делима савременика постоје контрадикторне тврдње, а како је устанак на крају био угушен, не постоје директна сведочанства о мотивима и циљевима које су робови имали.
Многа популарна модерна тумачења овог устанка заступају тезу да је дошло до поделе те велике групе, на Спартакову, која је хтела да се преко Алпа домогне слободе и на Криксову, која је хтела да остане у јужној Италији и да настави с пустошењем и пљачком. Ова интерпретација је изгледа базирана на чињеници да региони које Флор наводи као крајеве које су опљачкали робови укључују Туриј и Метапонт који су доста удаљени од Ноле и Нуцерије. Ово наводи на помисао о постојању две групе: Луције Гелије Публикола је заиста напао Крикса и групу од неких 30.000 Криксових следбеника за које се тврди да је била одвојена од главне групе под Спартаковим вођством. Плутарх описује како су неки одбегли робови желели да харају Италијом а не да беже преко Алпа. Теорија о овој подели на фракције није у контрадикторности са античким изворима, међутим, исто тако не постоје никакви директни докази који би је подржали.
Фикција, као што је Кјубриков филм Спартак из 1960. године, понекад осликавају Спартака као староримског борца за слободу који се бори за промену корумпираног римског царства и за укидање робовласништва. Иако ова слика није у супротности са класичним историчарима, ни један историјски извор не помиње да је циљ побуњених робова био укидање ропства у Републици, нити иједна Спартакова акција посебно указује да му је то био циљ.
Чак и антички историчари, који су писали само неколико година након догађаја, били су подељених мишљења што се тиче Спартакових мотива и циљева. Апијан и Флор тврде да је хтео да иде на сам Рим — мада би ово пре могао бити само одраз страхова Римљана. Ако је Спартак заиста и намеравао да иде на Рим, вероватно је касније одустао од тога. Плутарх пише да је Спартак једино желео да побегне на север преко Цисалпске Галије и да врати своје људе њиховим домовима.
Не може се са сигурношћу тврдити да су робови представљали хомогену групу под Спартаковим вођством. Иако је то претпоставка свих римских историчара, такође може бити само рефлектовање римског схватања војне хијерархије у погледу моћи и одговорности на „ad hoc“ групу робова. Такође се помињу други робови вође — Крикс, Оиномај, Ганик, Каст — и на основу историјских извора, немогуће је утврдити да ли су били помоћници, потчињени, или су били вође на истом рангу који су водили сваки своју групу у конвоју заједно са Спартаковим људима.

## Пораз конзулске војске 72. године п. н. е.
У лето 72. године п. н. е., одбегли робови су напустили своја склоништа где су провели зиму и почели да се крећу ка северу, ка Цисалпској Галији.
Сенат, узбуњен величином устанка и поразима преторских снага Глабера и Варинија, послали су две конзуларне легије под командом Луција Гелија Публиколе и Гнеја Корнелија Лентула Клодијана.
С почетка, конзуларне легије су имале успеха. Гелије је напао групу од 30.000 робова под Криксовим вођством код планине Гарганије, и убио је две трећине побуњеника, укључујући и самог Крикса.
Од овог тренутка, па све до уласка Марка Лицинија Краса у сукоб, постоје неусаглашености у класичним изворима о току догађаја. Два најразумљивија историчара овог устанка, Апијан и Плутарх, дају детаљне описе два веома различита догађаја. Међутим, обе приче нису контрадикторне између себе, већ једноставно говоре о два сасвим различита догађаја и не спомињу догађаје који постоје у описима оног другог.

### Апијанова верзија
Према Апијану, битка између Гелијевих легија и Криксових људи недалеко од планине Гарганије била је почетак дугог и компликованог низа војних интервенција које скоро да су довеле до директног напада Спартакових снага на сам град Рим.
Након победе над Криксом, Гелије је кренуо на север, у потеру за групом робова које је предводио Спартак и који су се били упутили ка Цисалпској Галији. Лентулова војска се распредила тако што је препречила Спартаковој групи пут и конзули су се надали да ће ухватити одбегле робове између своја два положаја. Спартакова војска се сукобила са Лентуловом легијом, победила је, а затим се окренула ка Гелијевој војсци и натерала римске легионаре да се повуку у расулу. Апијан тврди да је Спартак, како би одао почаст погинулом Криксу, погубио неких 300 заробљених римских војника тако што ихје натерао да се боре између себе до смрти, као гладијатори.
Након ове победе, Спартак је ужурбано наставио ка северу са својим присталицама (њих око 120.000), а претходно је „спалио све непотребне ствари, побио све заробљенике и поклао све своје товарне животиње како би убрзао кретање.“
Поражене конзуларне снаге су се вратиле у Рим како би се прегруписале, док је Спартак са својим људима напредовао ка северу. Конзули су поново пресрели Спартака негде у области Пицентум и још једном су били потучени.
Апијан тврди да је Спартак у овом моменту променио мишљење и одлучио се да крене на град Рим. Флор пак, не даје детаљну информацију кад је Спартак одлучио да крене на Рим, али тврди да је то био Спартаков циљ од самог почетка. Заузели су Туриј и околину, наоружали се и пљачкали околне територије. Опљачкану робу су мењали с трговцима за бронзу и гвожђе, како би направили још оружја. С времена на време би се сукобили с римским снагама које би увек побеђивали.

### Плутархова верзија
Плутархов опис догађаја се потпуно разликује од Апијановог. Према Плутарху, након битке између Гелијеве легије и Криксових људи (које Плутарх назива Германима) надомак планине Гарганије, Спартакова група се сукобила са Лентуловим људима, победила их, покупила залихе и опрему и упутила се одмах право ка северној Италији. Након овог пораза, Сенат је конзулима одузео команду над легијама и опозвао их у Рим. Плутарх не спомиње битку између Спартака и Гелијевих легија, нити битку између Спартакове групе одбеглих робова и заједничких конзуларних снага код Пицентума.
Плутарх даље даје детаље сукоба које Апијан не помиње. Према Плутарху, Спартакова војска је наставила ка северу док није стигла у област око града Мутине (данашња Модена). Тамо је Гај Касије Лонгин, гувернер Цисалпске Галије, са око 10.000 војника покушао да осујети Спартаково напредовање, али је и он такође био поражен.
Плутарх више не спомиње никакве друге догађаје до самог почетка сукоба између Марка Лицинија Краса и Спартака у пролеће 71. године п. н. е. Не помиње поход на Рим нити повлачење у Туриј који је Апијан описао. Међутим, Плутарх тврди да је Крас натерао Спартакове присталице да се повуку јужно од Пицентума, тако да се може закључити да су побуњеници стигли до Пицентума са југа у рану 71. годину п. н. е. и да су се повукли из Мутине у јужну и централну Италију како би презимили 72—71. годину п. н. е.
Зашто су то можда урадили кад није било никаквог очигледног разлога да не побегну преко Алпа (Спартаков циљ према Плутарху) — није објашњено.

## Рат под Красовим вођством 71. године п. н. е.
Иако постоје контрадикторности у античким изворима кад су у питању догађаји из 72. године п. н. е., изгледа да то није случај са догађајима из наредне године. Углавном се сви слажу да се Спартак са својим следбеницима налазио на југу Италије почетком 71. године п. н. е.

### Крас преузима команду над легијама
Сенат, видно узнемирен наизглед незадрживим устанком који је захватио Италију, дао је задатак Марку Лицинију Красу да се обрачуна с побуњеницима. Крас више није био непознат римским политичарима, нити војној команди пошто је већ ратовао под командом Луција Корнелија Суле током другог грађанског рата између Суле и Маријана 82. године п. н. е., а такође је служио под Сулом док је овај владао као диктатор. Красу је дат чин претора и додељено му је шест нових легија поред раније добијене две конзуларне легије Гелија и Лентула, чиме је имао неких 40-50.000 обучених римских војника под својом командом. Крас је веома сурово поступао са својим војницима. Подвргао их је оштрој, чак бруталној дисциплини и оживео казну децимацијом у оквиру своје војске. Апијан није сигуран да ли је децимовао две конзуларне легије због кукавичлука кад су му биле додељене на командовање или је децимовао целокупну војску којом је командовао због каснијег пораза (догађај у коме је било погубљено чак до 4.000 легионара). Плутарх помиње само децимацију 50 легионара као казну након пораза код Мумијуса у првом у низу сукоба између Краса и Спартака. У сваком случају, Крас је изгледа представљао „већу опасност за сопствену војску него што су то били непријатељи“ чиме их је натерао да извојују победу без ризика да разочарају свог команданта.

### Крас и Спартак
Када су Спартакове снаге поново кренуле на север, Крас је распоредио шест легија на границу региона (Плутарх тврди да се прва битка између Спартакових и Красових снага десила близу Пицентума, док Апијан каже да се ради о региону Самнијум, а две легије је доделио свом легату, Мумију, са наредбом да зађу с леђа Спартаку али да не нападају побуњенике). Међутим, кад му се указала прилика за напад, Мумије се оглушио о наређење и напао Спартакове снаге, али је био побеђен. Упркос овом почетном губитку, Крас је напао Спартака и победио га, а неких 6.000 побуњеника је било побијено.
Красова војска је имала успеха у још неколико сукоба у којима је погинуло на хиљаде побуњених робова, што је натерало Спартака да се повуче преко Луканије у околину Месине. Према Плутарху, Спартак се нагодио са киликијским гусарима да превезу њега и 2.000 његових људи на Сицилију, где је намеравао да подигне устанак робова и да сакупи појачање. Међутим, гусари су га преварили — узели су новац а потом напустили побуњене робове. У неким изворима се такође помињу покушаји побуњеника да сами направе сплавове и бродове, међутим, Крас се постарао да им онемогући прилазак Сицилији, тако да су ови планови били напуштени.
Онда су се Спартакове снаге повукле ка Регијуму (данас град Ређо Калабрија). Красове легије су их следиле и кад су стигле на одредиште, утврдиле се на земљоузу код Регијума, упркос непрестаним нападима побуњених робова. Робови су се нашли опкољени и одсечени од својих залиха хране.

### Појачање стиже. Крај рата
У то време стигао је и Помпеј са својим легијама. Враћао се из Хиспаније, где је управо угушио побуну коју је подигао Квинт Серторије.
Извори се не слажу око тога да ли је Крас тражио појачање или је сенат једноставно искористио Помпејев повратак у Италију. Било како било, Помпеј је наредио својим легијама да заобиђу Рим и да се директно упуте ка југу како би помогли Красу. Сенат је такође послао појачање под командом „Лукула“, не оног за кога је Апијан погрешно мислио да је Луције Лицин Лукул, командант војних снага које су у то доба учествовале у Трећем Митридатовом рату, већ оног који је био проконзул Македоније, Марка Теренција Варона Лукула, млађег брата Луција Лицина. Са Помпејевим легијама које су надирале са севера, и Лукуловим снагама пристиглим у Брундисиј (данашњи град Бриндизи), Крас је схватио да ако убрзо не угуши устанак, славу ће присвојити војсковође који су стигли као појачање, тако да је притиснуо своје легије како би што пре окончале конфликт.
Када је сазнао да је Помепеј на путу, Спартак је покушао да преговара са Красом и да приведе конфликт крају пре доласка појачања. Када је Крас одбио да преговара, део Спартакове војске је побегао и распршио се ка планинама западно од Петелије (данас Стронголи), а Красове легије су се дале у потеру за њима.
Легије су успеле да ухвате део устаника који су били под командом Ганикуса и Кастуса. Њих око 12.300 је тада било побијено. Међутим, Крас је такође претрпео губитке, пошто је део групе одбеглих робова који су успели да пробију опсаду кренуо на римску војску под командом коњичког официра, Луција Квинктина и квестора Гнеја Тремелија Скрофе и потукао их до ногу. Међутим, побуњени робови нису били увежбана професионална војска и стигли су до својих граница. Почело је да се назире опште расуло које ће ускоро уследити. Изгубили су вољу да и даље беже, групе људи су бежале од главнице како би независно нападале надолазеће Красове легије. Са озбиљно нарушеном дисциплином у својим редовима, Спартак је окренуо све своје снаге и спремио се за напад легија које су пристизале. У том последњем окршају, Спартакове снаге су биле коначно потпуно уништене, а огроман број робова је био побијен на самом бојном пољу. Ливије тврди да их је погинуло око 60.000. Судбина самог Спартака је остала непозната, с обзиром да његово тело никад није нађено. Историчари се слажу да је погинуо у бици, заједно са својим људима.

## Последице устанка
Спартаков устанак је био потпуно сломљен захваљујући Красовим снагама.
Помпејеве легије нису се директно никад сукобиле са Спартаковом војском, али су његове легије заробиле неких 5.000 робова који су побегли из битке и „које је све поклао". Зато је Помпеј послао поруку сенату у којој је рекао да, ако је Крас победио робове на бојном пољу, он (Помпеј) је привео рат крају и тиме тражио велики део у слави, али истовремено је зарадио и Красово непријатељство.
Велики број робова је погинуо на самом бојном пољу, а неких 6.000 преживелих заробиле су Красове легије. Свих 6.000 до једног били су разапети на крстове дуж пута између Капуе и Рима.
Помпеј и Крас су извукли огомну политичку корист од угушења овог устанка. Обојица су се вратили у Рим са својим легијама и одбили да их распусте. Уместо тога, улогорили су се у околини Рима. Обојица су се кандидовали за конзуле 70. године п. н. е., иако Помпеј није испуњавао услове за кандидатуру јер је био превише млад и није имао искуства на положајима претора и квестора. Ипак, обојица су били изабрани за конзуле, делимично захваљујући и посредној претњи коју су представљале њихове легије улогорене надомак Рима.
Утицај Спартаковог устанка на римска схватања о робовласништву као и о самој институцији робовласништва у Риму тешко је утврдити. Устанак је сигурно потресао Римљане, који су „из чистог страха почели да третирају своје робове на мање суров начин него раније". Богати власници латифундија почели су да смањују број робова у пољопривреди и да унајмљују велики број слободњака беземљаша за пољопривредне радове. Са крајем Цезарових Галских ратова 52. године п. н. е. па све до владавине цара Трајана (98—117), Рим није водио освајачке ратове па је самим тим и престало снабдевање јевтином робовском снагом до које се долазило преко војних освајања и повећала се концентрација најамних радника слободњака на пољопривредним добрима.
Правни статус роба такође је претрпео промене. Током владавине цара Клаудија (41—54), закон је био промењен — лишавање живота старог или ислуженог роба почело је да се сматра убиством, а роб кога би власник напустио аутоматски је постајао слободан.
Под владавином Антонина Пија (138—161), законска права робова су била проширена а власници су одговарали пред законом ако би убили роба, на силу га продавали када је могло да се докаже да је роб био злостављан, а такође је обезбеђен трећи (неутрални) орган власти где би робови могли да се жале.
Иако су се ове промене десиле превише касно да би биле директна последица Спартаковог устанка, оне ипак представљају законску кодификацију промене става Римљана према робовима која је трајала деценијама.
Тешко је одредити у којој мери је овај устанак имао утицаја на законске промене о правима римских робова. По свој прилици, крај Спартаковог устанка се поклопио са крајем периода у коме су се највише користили робови у Риму и почетком новог схватања роба унутар римског друштва и законодавства. Спартаков устанак је био последњи устанак у низу устанака робова и Рим није могао себи да дозволи још једну побуну тих димензија.

### Антички писци
- Appian. Civil wars,
- Cicero, M. Tullius. .
- Florus, Lucius Annius (1984). Epitome of Roman History. Harvard University Press.
- Frontinus, Sextus Julius (1925). Stratagems. Loeb edition. ISBN 978-0-674-99192-7.
- Livius, Titus (1981). Periochae. K.G. Saur Verlag. ISBN 978-3-519-01489-8.
- Plutarchus, Mestrius (2001). Plutarch's Lives ("The Life of Crassus" and "The Life of Pompey). Modern Library. ISBN 978-0-375-75677-1.

### Модерна литература
- Bradley, Keith (1989). Slavery and Rebellion in the Roman World. Bloomington: Indiana University Press. ISBN 978-0-7134-6561-7.
- Matyszak, Philip (2004). The enemies of Rome. Thames & Hudson. ISBN 978-0-500-25124-9.
- Strachan-Davidson, J. L., ур. (1969) [1902]. Appian, Civil Wars: Book I. Oxford University Press.
- -{Mommsen, Theodor.The History of Rome, Books I-V, project Gutenburg electronic edition. . 2004. ISBN 978-0-415-14953-2. Недостаје или је празан параметар |title= (помоћ).
- Smith, William (1875). A Dictionary of Greek and Roman Antiquities. London: John Murray.